# Böckerhof
Böckerhof ist ein Ortsteil im Stadtbezirk Burg/Höhscheid der bergischen Großstadt Solingen.

## Lage und Beschreibung
Böckerhof liegt südlich der Solinger Innenstadt im nördlichen Bereich des Stadtbezirks Burg/Höhscheid. Der Ort wird im Osten von der Bismarckstraße und dem Bülowplatz sowie im Westen von der Finkenstraße begrenzt. Im Norden und Süden begrenzen die beiden Kleingartenanlagen Gabelsbergerstraße und Böckerhof den Ortsteil. An der östlichen Bismarckstraße befinden sich sowohl die Löscheinheit 5 der Freiwilligen Feuerwehr Solingen wie auch die Grundschule Böckerhof.
Der Böckerhof ist geprägt durch genossenschaftlichen Wohnungsbau der frühen 1930er Jahre, wobei die Siedlung Böckerhof auch zu den größten Siedlungen des Spar- und Bauvereins Solingen (SBV) zählt. Die Siedlung befindet sich auf dem nach Norden hin abfallenden Gebiet zwischen Gabelsbergerstraße, Argonner Weg und Finkenstraße. Zentral erschlossen wird sie durch die großzügig angelegte Wittekindstraße. Beiderseits dieser und der angrenzenden Straßen befinden sich in aufgelockerter Bauweise zweigeschossige Wohnhäuser mit Sattel- oder Walmdächern.
Benachbarte Orte sind bzw. waren (von Nord nach West): Kirberg, Kirschbaumshöhe, Maushöhe, Spielbruch, Dornsiepen, Hoppenböcken, Schlicken, Eichholz, Unnersberg, Brühl, Irlen und Wiedenhof.

## Etymologie
Der Ortsname ist von dem Baumnamen Buchen (Böcke) abgeleitet. Der Böckerhof war also ein Bauernhof an/bei den Buchen. Auch der nahe Ort Hoppenböcken weist auf einen Buchenwald in der Nähe hin. Beide Ortsnamen sind etymologisch daher eng miteinander verbunden.

## Geschichte

### Siedlungsursprünge bis zum 19. Jahrhundert
Vom Böckerhof ist überliefert, dass dieser um 1500 im Besitz der Johanniterkommende Burg war. Seit dem Jahre 1520 wurde er verpachtet. Im Jahre 1730 umfasste er 144 Morgen, darunter 80 Morgen für Haus, Hof, Garten, Wiesen und Ackerland.:3
In dem Kartenwerk Topographia Ducatus Montani von Erich Philipp Ploennies, Blatt Amt Solingen, aus dem Jahre 1715 ist der Ort als Rittersitz verzeichnet und als z. Bucke benannt. Der Ort wurde in den Registern der Honschaft Dorp innerhalb des Amtes Solingen als Meierhof geführt. Die Topographische Aufnahme der Rheinlande von 1824 verzeichnet den Ort als Böckerhof benannt, ebenso wie die Preußische Uraufnahme von 1844. Auch in der Topographischen Karte des Regierungsbezirks Düsseldorf von 1871 ist der Ort als Böckerhof verzeichnet.
Mit Einführung der Mairien im Jahre 1808 wurde Böckerhof der Mairie und späteren Bürgermeisterei Dorp zugeteilt, die im Jahr 1856 das Stadtrecht erhielt und lag dort in der Flur VII. Schlicken. Die Bürgermeisterei beziehungsweise Stadt Dorp wurde nach Beschluss der Dorper Stadtverordneten zum 1. Januar 1889 mit der Stadt Solingen vereinigt. Damit wurde Böckerhof ein Ortsteil Solingens. Während der Hof in den Kartenwerken bis Ende des 19. Jahrhunderts an der Quelle des Unnersberger Baches eingezeichnet ist (Lage), ist er ab der Preußischen Neuaufnahme von 1893 unmittelbar westlich der Bismarckstraße eingezeichnet. Den dort errichteten Gutshof nutzt heute die Löscheinheit 5 der Freiwilligen Feuerwehr Solingen. An der Stelle des alten Gutshofes befindet sich heute die Kleingartenanlage Böckerhof.

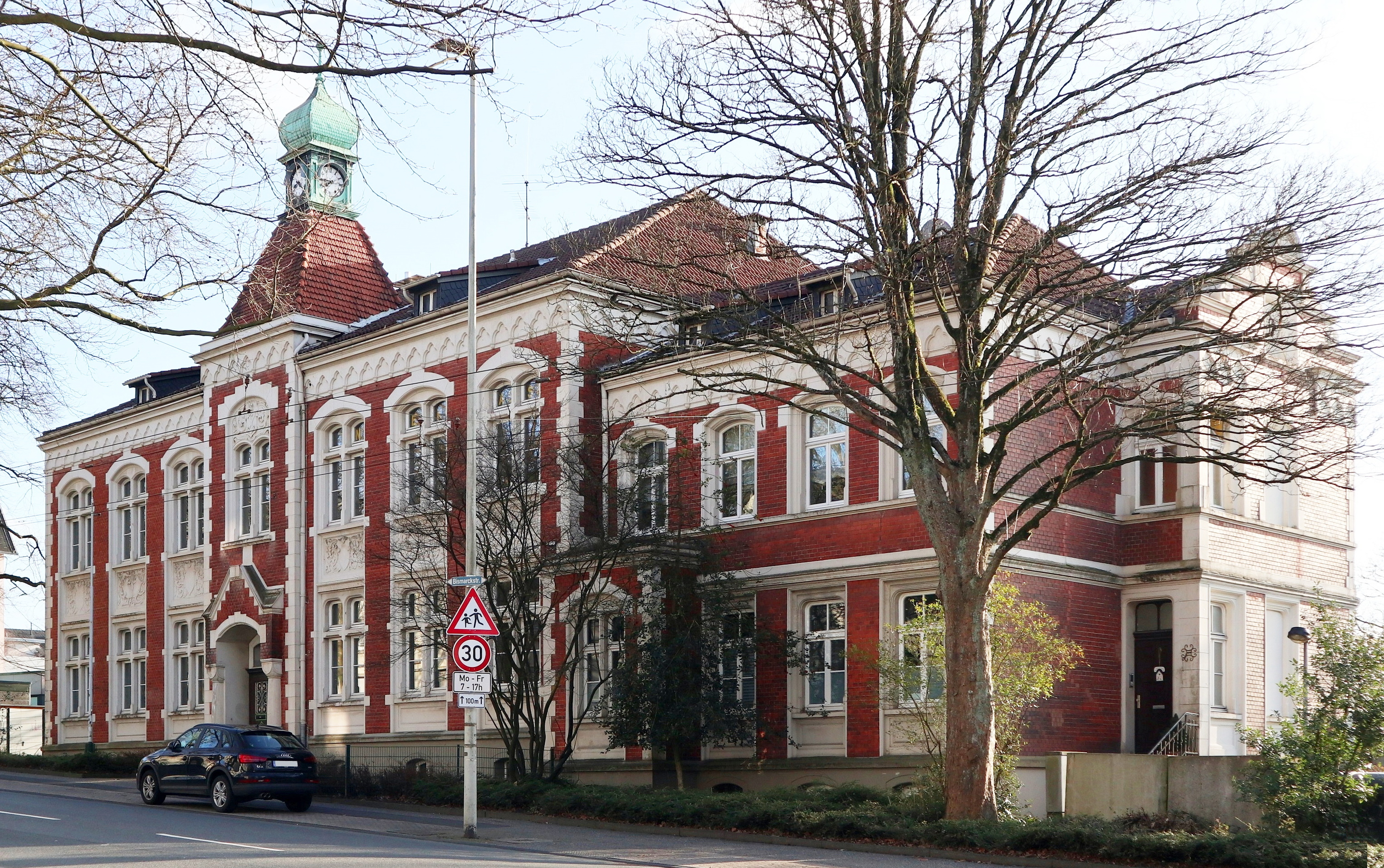
Grundschule Böckerhof, heute Baudenkmal

Die Stadt Solingen erwarb am 19. Februar 1900 den Böckerhof, damals ein großes Bauerngut mit einem zugehörigen Land von 150 Morgen Größe. Der Kaufpreis für Gutshof und Land betrug 350.000 Mark. Bereits damals war die Parzellierung des Geländes und die Bebauung durch Wohnhäuser in Planung. Im Jahre 1902 fasste die Solinger Stadtverordnetenversammlung den Beschluss, am Böckerhof eine evangelische Schule zu errichten. Das Schulgebäude wurde 1903 fertiggestellt, heute beherbergt es die städtische Grundschule Böckerhof. Das Schulhaus mit prächtiger Stuckfassade im Stil der deutschen Renaissance steht seit 2006 unter Denkmalschutz. Nebenan wurde auch ein städtisches Waisenhaus errichtet.

### SBV-Wohnsiedlung (1930–1933)
Der 1897 gegründete Solinger Spar- und Bauverein erwarb im Jahre 1929 große Teile des ehemals zum Gut Böckerhof gehörenden Landes, um dort sein bislang größtes Siedlungsprojekt zu verwirklichen. Auf Vorschlag des damaligen SBV-Geschäftsführers Hermann Meyer sollte am Böckerhof eine Siedlung mit Kleinstwohnungen entstehen, deren Wohnungsangebot sich vor allem an die wirtschaftlich schwachen Mitglieder der Genossenschaft richtete. Die Wohnungen waren einfach gehalten, wiesen aber dennoch eigene Bäder auf, was zu dieser Zeit eine Seltenheit war. Unter dem Einfluss der Weltwirtschaftskrise wurde im Jahre 1930 mit dem Bau begonnen. Bis zu 1000 Menschen waren zeitweise auf der Baustelle beschäftigt.:107f.
Nur unter größten Bemühungen gelang es dem SBV, den ersten Bauabschnitt mit rund 470 Wohnungen zu finanzieren, die Gesamtkosten betrugen 3,2 Millionen Reichsmark. Im Oktober 1931 waren alle neu errichteten Wohnungen bezogen. Auf den Bau von Gemeinschaftseinrichtungen wie einer Siedlungswäscherei (wie am Kannenhof und am Weegerhof) oder einen Kindergarten (wie am Weegerhof) musste aus Kostengründen allerdings verzichtet werden. Der zweite, geplante Bauabschnitt umfasste 270 Wohnungen. Dieser konnte aufgrund der wirtschaftlichen Situation jedoch nicht mehr wie geplant realisiert werden. Dem SBV gelang es jedoch, bis zum Jahr 1933 noch insgesamt 48 Wohnungen zu bauen. Zu Ehren ihres langjährigen Geschäftsführers wurde die Siedlung schließlich auf den Namen Hermann-Meyer-Siedlung getauft.:107f.
Die Siedlung Böckerhof gilt als eine der größten, genossenschaftlichen Wohnsiedlungen in Solingen. Aufgrund ihrer Baugeschichte, der architektonischen Gestaltung und der Einbeziehung der Topographie in die Anordnung der Straßen und Wohngebäude ist sie heute als bedeutsamer Kulturlandschaftsbereich im Regionalplan Düsseldorf ausgewiesen.

### Nachkriegszeit bis heute
Das Gebiet um den Böckerhof blieb bei den Luftangriffen auf Solingen während des Zweiten Weltkriegs größtenteils verschont. Daher konnten alle Wohnhäuser innerhalb der SBV-Siedlung auch weiter bewohnt werden. Im Zuge der Sanierung der Wohnsiedlung Böckerhof wurden ab 2020 mehrere alte Gebäude am Argonner Weg abgebrochen. Dort sollen Neubauten mit Seniorenwohnungen sowie frei finanzierte und öffentliche geförderte Wohnungen entstehen, auch ein Kindergarten ist an dieser Stelle vorgesehen, Der SBV möchte insgesamt 15 Millionen Euro in seine Wohnsiedlung am Böckerhof investieren.